# استان شمال شرق
استان شمال شرق یکی از ۶ استان کشور ایران بود که در ۱۶ آبان ۱۳۱۶ خورشیدی، با اصلاح قانون تقسیمات کشوری تشکیل گردید. این استان شامل ۸ شهرستان مشهد، قوچان، سبزوار، تربت حیدریه، قائنات، فردوس، بجنورد، شاهرود بود. این تقسیم‌بندی تنها اندکی بیش از ۲ ماه و در فاصلۀ ۱۶ آبان ۱۳۱۶ تا ۱۹ دی ۱۳۱۶ برقرار بود و از آن تاریخ جای خود را به تقسیم‌بندی ۱۰ استانی تازه‌ای داد.

## شهرستان‌ها
| ردیف | شهرستان     | دهستان‌های تابعۀ بخش                           | مرکز               |
| ---- | ----------- | --------------------------------------------- | ------------------ |
| ۱    | مشهد        | ۱- تبادکان، ماروشک                            | مشهد               |
| ۱    | مشهد        | ۲-ارمه، بیوژن، پایین‌ولایت، سرجام جاغرق        |                    |
| ۱    | مشهد        | ۳- چناران، درزاب، بقمچ کل مکان، رادکان        | چناران             |
| ۱    | مشهد        | ۴- سرخس، زورآباد                              | سرخس               |
| ۱    | مشهد        | ۵- جام و فریمان                               | جام                |
| ۱    | مشهد        | ۶- باخزر                                      | تایباد یا یوسف‌آباد |
| ۱    | مشهد        | ۷- نیشابور                                    | نیشابور            |
| ۲    | قوچان       | ۱- سرولایت، میان‌ولایت، بام صفی‌آباد            |                    |
| ۲    | قوچان       | ۲- پایین‌ولایت، قوشخانه                        | شیروان             |
| ۲    | قوچان       | ۳- درجز                                       | محمدآباد           |
| ۲    | قوچان       | ۴- کلات                                       | کلات               |
| ۳    | سبزوار      | ۱- سبزوار، براکوه، طبس، جوین                  | سبزوار             |
| ۳    | سبزوار      | ۲- مزینان، فرومد، کاه، باشتین، خوارتوران      | حکم‌آباد            |
| ۳    | سبزوار      | ۳- کوه میش، شامگان، تکاب، ربع، شامات، همائی   | داورزن             |
| ۴    | تربت حیدریه | ۱- بالاولایت، ازغند، برس و کدکن محمولات       | فیض‌آباد            |
| ۴    | تربت حیدریه | ۲- سنگان، زاوه، رشخوار                        | سنگان              |
| ۴    | تربت حیدریه | ۳- کاشمر، رستاق، کوهپایه                      | کاشمر              |
| ۴    | تربت حیدریه | ۴- خواف، زوزن، نصرآباد                        | روی                |
| ۵    | قائنات      | ۱- شهاباد، القور، نهارجان، مؤمن‌آباد           | بیرجند             |
| ۵    | قائنات      | ۲- قاین، زهان، پسکوه، دشت بیاض                | قاین               |
| ۵    | قائنات      | ۳- طبس مسینا، زیرکوه                          | آبیز               |
| ۵    | قائنات      | ۴- قیس‌آباد، خسف                               | مختاران            |
| ۶    | فردوس       | ۱- فردوس، بشرویه، ارسک، دیهوک                 |                    |
| ۶    | فردوس       | ۲- گناباد، پس‌کلوت، براکوه                     | جویمند             |
| ۶    | فردوس       | ۳- بجستا، دستجردان                            |                    |
| ۶    | فردوس       | ۴- طبس، اسفاک، حلوان                          | طبس                |
| ۷    | بجنورد      | ۱- چهارده چناران، کندبار، گرمخان، سلقان، شقاق | بجنورد             |
| ۷    | بجنورد      | ۲- اسفراین، جاجرم، چهارده، سنخاص              | اسفراین            |
| ۷    | بجنورد      | ۳- کوکلان                                     | مراوه‌تپه           |
| ۸    | شاهرود      | ۱- زیررستاق، کوهپایه، کلاته خیج، ده ملا       | بسطام              |
| ۸    | شاهرود      | ۲- میامی، عباس‌آباد، بی‌ارجمند                  | میامی              |